# Parafia św. Apostołów Filipa i Jakuba w Obkasie
Parafia świętych Apostołów Filipa i Jakuba w Obkasie – parafia rzymskokatolicka, znajdująca się w diecezji pelplińskiej, w dekanacie Kamień Krajeński.